# Аутохтоне расе домаћих животиња
Традиционалне расе домаћих животиња су старе (аутохтоне) изворне расе, које су запостављене јер дају мање производа у односу на друге продуктивније расе. Међутим оне чувају стари изворни генетски код, прилагодљивије су на неповољне услове држања и отпорније су на болести.
У Европи има преко 600 раса домаћих животиња које се налазе на листи угрожених врста и раса, и то толико угрожених да је 43% њих већ у фази нестанка, у фази коначног, тоталног истребљења. Развојем генетских истраживања почело се стрепети од драстичног (и неповратног) губитка биолошког генофонда, уколико се томе не стане на пут. Тако да је већина земаља предузела активности на очувању анималних генетичких ресурса.

## Разлози нестајања традиционалних раса
Разлози угрожености изворних раса су различити, а произлазе пре свега из промена у људској околини и у његовим захтевима. Човек се све више повлачи у урбане средине, долази до коренитих промена у привреди, до индустријализације, шуме и ливаде нестају у корист аграрне производње. Потрошачко друштво захтева све већу количину брзо произведене хране, без обзира на квалитет исте, или на последице неправилне исхране. Модеран човек тражи брзо снабдевање, квалитет производа је пао у други план. То убрзање довело је до тога да су се у сточарству и пољоприверди појавиле нове расе домаћих животиња које су биле више прилагођене екстензивном узгајању у затвореном простору, шталама и свињцима.
Разлоге треба тражити и у промени самог држања домаћих животиња. Некада су животиње држане на отвореном и тако препуштене временским приликама одржавале су изузетну отпорност према временским приликама. На пример, грла у крду показују понашање заједништва и бриге једни према другима, и природне бриге према потомству. Забележено је код раса говеда држаних на отвореном да су у стању да се удруживањем снага саме одбране од вукова, или на други начин показују висок степен прилагодљивости. Данас, у екстензивном одгоју више те особине нису толико значајне.

## Будућност и мере заштите
Данас се многе традиционалне врсте и расе искључиво узгајају ради одржавања генетичке чистоће и као декоративне врсте, на пример у зоо вртовима. Доста их се чува и у националним парковима као туристичка атракција. Такве врсте и расе су под заштитом државе и сматрају се угроженом врстом или имају статус одрживо угрожене расе. Држава, нарочито уколико се раса сматра националном вредношћу предузима активности на њеној конзервацији и очувању.
Организован рад на очувању анималних генетичких ресурса је у Србији релативно новог порекла, започет тек крајем 1994. године, идентификацијом и пописом постојећих раса и сојева. Воде се матичне књиге (Хердбоок) и централни регистри популације угрожених раса при Департману за сточарство Пољопривредног факултета и при ресорном министарству пољопривреде. Данашње активности на очувању раса предузете су и у складу са Конвенцијом о биодиверзитету и Глобалном стратегијом ФАО о конзервацији и очувању генетичких ресурса домаћих животиња. Концепт конзервације путем банака гена се једино може остварити на следећа два начина:
1. Ин ситу чувањем живих животиња у средини у којој су настале, и
2. Екс ситу који може бити ин виво (када се живе животиње одрживо чувају у парковима природе и зоо вртовима) или ин витро (замрзавањем и складиштењем генетског материјала).

## Угроженост аутохтоних раса у Србији
Најновија регулатива Министарства пољопривреде, шумарства и водопривреде везана за генетске резерве домаћих животиња (са прилогом који наводи 30 врста) донесена је 2010. године.
Неке расе, као што је Колубарско говече или свиња "шишка" већ су изгубљене или им прети потпуни нестанак, тако да не само држава већ и удружења, поједини одгајивачи, љубитељи старих раса почињу да улажу у борбу за њихово очување.
Као пример добре праксе може се поменути Стара Планина где се (надомак Димитровграда) од 2002. године спроводи пројекат гајења аутохтоних раса домаћих животиња којима је претило изумирање, и до данас је број грла увећан. На пример ту се налази највеће стадо буша у Европи и једино у Србији у којем се може видети тиграста буша за коју се веровало да је изумрла.

## Неке од аутохтоних домаћих животиња код нас
- Мангулица (туропољка, шумадинка, моравка, ресавка, суботичка или биковачка, бела, црна, црвена мангалица, итд.)
- Нониус (раса коња)
- Липицанер
- Водени биво
- Буша
- Подолац (сиво-степско говече)
- Колубарац (изумрла раса говеда)[5]
- Мађарско сиво говече
- Каракачанска овца (пред изумирањем)
- Цигаја (Панонска овца)
- Бардока (бела Метохијска овца)
- Виторога овца
- Овца Рацка
- Голошија кокош
- Банатски голошијан
- Погрмуша (кокош)
- Косовски певач (кокош)
- Шарпланинац (Југословенски овчарски пас)
- Пулин (Војвођански овчарски пас)
- Кувас
- Српски високолетач
- Домаћа гуска (Подунавска и Новопазарска)
- Бела морка